# În umbra marelui urs
În umbra marelui urs este un album al formației Phoenix, lansat în anul 2000 la casa de producție Cat Music. Titlul este trecut greșit pe copertă, liderul Phoenix subliniind clar că varianta corectă este „În umbra marelui U.R.S.S., cu punctele de rigoare”. Această eroare va fi corectată la reeditarea albumului, în anul 2003.

## Prezentare
Piesele sunt compoziții și aranjamente mai vechi sau mai noi ale liderului Nicolae Covaci și au fost înregistrate în România și în Germania. „Afganistan”, „Balada” și „Meșterul Manole” reprezintă reînregistrări ale pieselor „Tuareg” (1988), „Ballade for You” (1987) și „Meșterul Manole” (de pe EP-ul omonim din 1973). Muzica piesei „Numai una” este greșit atribuită lui Covaci, fiind vorba de fapt de o compoziție a lui Guilelm Șorban din 1897. Formația este total schimbată, din vechii membri nemairămânând decât Covaci și Mani Neumann. Este reluată colaborarea cu basistul Volker Vaessen și sunt cooptați membrii formației Talisman, Alin Oprea și Tavi Colen, și toboșarul formației Taxi, Lucian Cioargă. La album au mai colaborat: Erlend Krauser, S. Dankelmann, Frank Tienemann (chitare), V. Hildermann, Josef Kappl (chitară bas) și C. Brylankowski (claviaturi). Promovarea acestui album a lăsat de dorit, în concepția lui Nicolae Covaci, astfel încât acesta s-a văzut nevoit să reediteze materialul în 2003, la Electrecord. La mai bine de un deceniu de la lansarea piesei care dă numele albumului, aceasta a beneficiat de un videoclip.

## Piese
1. Nesfârșita luptă
2. Afganistan
3. Numai una
4. Iovano; Iovanke
5. Ora-hora
6. Balada
7. The Measure of a Man
8. Meșterul Manole
9. În umbra marelui urs
10. Liber
11. Ceata II

Muzică: Nicolae Covaci (1, 2, 5, 7-11); Guilelm Șorban, aranjament Nicolae Covaci (3); cântec popular macedon (4); Ciprian Porumbescu (6)

Versuri: Nicolae Covaci (1, 9-11); George Coșbuc (3); cântec popular macedon (4); Dinu Olărașu (5); Paul Jellis (7); text popular (8)
Observație: Piesa „Numai una” (3) este trecută greșit pe coperta albumului ca fiind compusă de Nicolae Covaci. Deși este o melodie instrumentală, „Afganistan” (2) figurează ca având un text scris de Covaci.

## Componența formației
- Nicolae Covaci – vocal, chitară electrică și acustică, chitară bas
- Mani Neumann – vioară
- Volker Vaessen – chitară bas
- Alin Oprea – vocal, chitară
- Tavi Colen – vocal
- Lucian Cioargă – baterie

Colaboratori:
- Erlend Krauser / S. Dankelmann / Frank Tienemann – chitare
- V. Hildermann / Josef Kappl – chitară bas
- C. Brylankowski – claviaturi

Observație: Josef Kappl și C. Brylankowski nu sunt creditați pe coperta ediției din 2000 a albumului.